# Xã Silvercreek, Quận Dixon, Nebraska
Xã Silvercreek (tiếng Anh: Silvercreek Township) là một xã thuộc quận Dixon, tiểu bang Nebraska, Hoa Kỳ. Năm 2010, dân số của xã này là 111 người.